# Палеор
Палеор или Палиор, Пальор, Палиохор (на гръцки: Φούφας, Фуфас, до 1932 година Παλαιοχώρι, Палеохори, катаревуса: Παλαιοχώριον, Палеохорион) е село в Егейска Македония, Гърция, в дем Еордея, област Западна Македония.

## География
Селото е разположено на 670 m надморска височина, на 20 km западно от Кайляри (Птолемаида) и на 5 km северно от Емборе (Емборио) в подножието на планината Мурик.

## История

### В Османската империя
В края на XIX век Палеор е смесено българо-турско село. В 1848 година руският славист Виктор Григорович описва в „Очерк путешествия по Европейской Турции“ Паліора като българско село.
Александър Синве („Les Grecs de l’Empire Ottoman. Etude Statistique et Ethnographique“), който се основава на гръцки данни, в 1878 година пише, че в Палеохори (Palaio-khori), Мъгленска епархия, живеят 480 гърци. В „Етнография на вилаетите Адрианопол, Монастир и Салоника“, издадена в Константинопол в 1878 година и отразяваща статистиката на населението от 1873 година Палиор (Palior) е посочено като село в каза Джумали с 80 домакинства със 150 жители българи и 70 жители мюсюлмани.
В 1889 година Стефан Веркович („Топографическо-этнографическій очеркъ Македоніи“) пише за Палеор:
| „ | Село Палеохор, разположено сред равнината с 30 мохамедански и 50 български къщи. Данъкът на първите е 4300 пиастри, а на вторите – 9760 пиастри и инание-аскерие 3860 пиастри. | “ |

Атанас Шопов посещава Палеор и в 1893 година пише:
| „ | Палеор е малко селце, населявано от турци и българи, но е станало известно със своята жилава борба с гръцката пропаганда за своя език в църквата и училището. В тая борба е имал важно значение тамошний Сакеларий... Щом стигнахме в Палеор, аз се отправих в мъжкото училище, дето заварих учителя да се занимава с 50 – 60 селянчета... В Палеор в онова време имаше и мъничка гъркоманска партия. Училището се състои от две стаи, в едната преподава българският, а в другата гръцкият учител, поддържан от силогоса... На излизане аз надникнах и в гръцкото отделение; там бяха седнали на един чин само четири деца... Посетих и женското училище, което се помещава в една частна къща. Имаше доста възрастни ученички, на които симпатичната учителка беше успяла да даде нужните първоначални познания. | “ |

Според статистиката на Васил Кънчов („Македония. Етнография и статистика“) в 1900 година Палеор има 600 жители българи и 180 жители турци.
На Етнографската карта на Битолския вилает на Картографския институт в София от 1901 година Палеор (Полиодоро) е смесено село българи, гърци, власи и турци в Кайлярската каза на Серфидженския санджак със 115 къщи.
В началото на XX век селото е разделено между Българската екзархия и Цариградската патриаршия. От 1893 година в палеорската църква започва да се служи на църковнославянски.
В подготовката за въстание от ВМОРО Палеор е включено в Мокренския център. Мокренецът Анастас Симеонов описва ситуацията в селото преди Илинденско-Преображенското въстание в 1903 година:
| „ | с. Палеоръ е отъ около 160 кѫщи, село, тоже смѣсено отъ турци и българи. Отъ организиранитѣ 15-20 българи, участвува съ себеотрицание само единъ, а именно: Мати Ивановъ (Карамата) по-после бѣ назначенъ и като войвода. | “ |

Според статистика на Серфидженския санджак на гръцкото консулство в Еласона от 1904 година в Палеохори (Παλαιοχώρι), Кайлярска каза, живеят 25 гърци елинофони християни и 325 българи схизматици.
В 1905 година по данни на секретаря на екзархията Димитър Мишев („La Macédoine et sa Population Chrétienne“) в селото има 440 българи екзархисти и 400 българи патриаршисти гъркомани, като функционира българско училище.
Голямото българско село силно пострадва от гръцката въоръжена пропаганда в Македония. Гръцките андарти заплашват палеорци да изоставят екзархията и да се върнат в лоното на елинизма, но селяните, начело с дядо Кирил Бънчелов (Банчелов), член на хукюмата в Кайляри, се противопоставят на опитите да се върне селото под опеката на Цариградската патриаршия. Бомбените нападения над Кире Бънчелов го карат да превърне къщата си в малка крепост със зазидани прозорци и бойници за стрелба. На 7 май 1907 година сборен андартски отряд от четите на капитаните Андрея, Мицо и Флора, начело с подпоручика от гръцката армия Захариас Пападас с псевдоним капитан Фуфас, напада Палеор. Българската селска милиция оказва ожесточена съпротива и под къщата на Кире Бънчелов загива подпоручик Фуфас с няколко свои четници, а мнозина са ранени. След като подпалват 4 къщи и убиват 3 жени андартите се оттеглят от Палеор.
След Младотурската революция на 16 януари 1909 година емборската община изпраща следната телеграма до Отоманския парламент:
| „ | Черквата „Св. Константин и Елена“, намираща се от преди 25 години в ръцете на българите от Емборе, което брои 200 къщи българи екзархисти и 20 къщи патриаршисти, преди 8 години гръцкият лерински владика с кайлярския каймакамин я взеха от нас българите и я предадоха на 20-те къщи гъркомани. Селото Палеор брои около 80 къщи екзархисти и гъркомани 30, докато последните имат право 3 пъти в месеца да се черкуват в единствената селска черква, екзархистите се допускат само два пъти. Това е една неправда спрямо българите. Жителите на селата Дорутово и Асан-кьой, бидейки българи, поискаха да четат в черквите и училищата на езика си, но кайлярският каймакамин не им позволи. Общински председател Папа Георги. | “ |

По време на Балканската война 9 души от Палеор се включват като доброволци в Македоно-одринското опълчение. Към 1912 година в Палеор действа четата на капитан Зико.

### В Гърция
През войната селото е окупирано от гръцки части и остава в Гърция след Междусъюзническата война. Част от българското население се изселва в България. Боривое Милоевич пише в 1921 година („Южна Македония“), че Палеор има 150 къщи славяни християни и 35 къщи турци. В 1924 година след гръцката катастрофа в Гръцко-турската война турското население се изселва от Палеор и на негово място са заселени няколко гръцки бежански семейства от Понт със 112 жители. В 1928 година Палеор е смесено местно-бежанско селище с 51 бежански семейства и 195 жители бежанци. В 1932 година Палеор е преименувано на Фуфас на името на капитан Пападас.
В документ на гръцките училищни власти от 1941 година се посочва, че Палеор има 250 къщи, от които 200 „чуждогласни българофонни“ и около 50 бежански от Понт.
През 1947 година 22 комунисти от Палиор са осъдени на смърт.
Църквите в селото са построени през XX век - „Света Параскева“ главна и „Свети Георги“.
В 1992 година е основан силогосът (комитет) „Капитан Фуфас“, като една от основните му цели е „да засилва гръцкото съзнание“ на населението.
Традиционно населението се занимава с отглеждане предимно на жито, тютюн, картофи, като се занимава и със скотовъдство.
| Име       | Име        | Ново име | Ново име  | Описание                                       |
| --------- | ---------- | -------- | --------- | ---------------------------------------------- |
| Лесковица | Λεσκοβίτσα | Дасилион | Δασύλλιον | местност на С от Палеор                        |
| Слатина   | Σλάτινα    | Евфора   | Εύφορα    | река на С от Палеор, ляв приток на Белева река |

| Година    | 1913 | 1920 | 1928 | 1940 | 1951 | 1961 | 1971 | 1981 | 1991 | 2001 | 2011 | 2021 |
| --------- | ---- | ---- | ---- | ---- | ---- | ---- | ---- | ---- | ---- | ---- | ---- | ---- |
| Население | 948  | 876  | 458  | 1225 | 1197 | 1174 | 911  | 850  | 827  | 857  | 575  | 444  |

## Личности
Родени в Палеор
- Борис Айтов, македоно-одрински опълченец, 20-годишен, 1 и 3 рота на 8 костурска дружина[29]
- Васил Петров Пейчинов (1892 – ?), македоно-одрински опълченец, 2 рота на 8 костурска дружина[30]
- Васил Стоянов, македоно-одрински опълченец, Сборна партизанска рота на МОО[31]
- Гел Сърбинов (1889 – 1933), български емигрантски деец от Македонската патриотична организация
- Георги Айтов, македоно-одрински опълченец, четата на Пандо Шишков[29]
- Димитър Марков, български революционер от ВМОРО, четник на Лука Джеров[32]
- Димитър М. Сърбинов (1886 – ?), македоно-одрински опълченец, 1 рота на 6 охридска дружина, Сборна партизанска рота на МОО[33]
- Кирил Иванов, български революционер, деец на ВМОРО, жив към 1918 г.[34]
- Коста Атанасов (1884 – ?), македоно-одрински опълченец, Продоволствен транспорт на МОО[35]
- Марко Иванов (1877 – 1933), български революционер, войвода на ВМОРО
- Серафим Иванов (1892 – ?), македоно-одрински опълченец, 1 и 3 рота на 8 костурска дружина[29]
- Янко Вълчев (Вълчов), македоно-одрински опълченец, Инженерно-техническа част на МОО[36]

Починали в Палеор
- Захариас Пападас (1876 – 1907) гръцки андартски капитан
- Панайотис Кукис (1871 – 1907) гръцки андартски капитан